# Роберт Едвін Герцштейн
Роберт Едвін Герцштейн (англ. Robert Edwin Herzstein; 26 вересня 1940, Мангеттен, Нью-Йорк, США — 24 січня 2015, Колумбія, Південна Кароліна, США) — американський історик, професор історії в Університеті Південної Кароліни. Спеціалізувався на історії нацизму та Голокосту.
Здобув особливу популярність завдяки своєму історичному дослідженню, знаному як «Справа Курта Вальдгайма», в якому розкрив нацистське минуле колишнього Генерального секретаря ООН.

## Біографія
Народився 26 вересня 1940 року в Нью-Йорку в сім'ї Джин Л. і Гарольда Л. Герцштейнів. Його батько був юристом, а мати — домогосподаркою. Навчався в школі Макберні, а потім у Нью-Йоркському університеті, де здобув ступеня бакалавра, магістра та доктора.
Викладав у Массачусетському технологічному інституті та Університеті Карнегі -Меллона, з 1972 року — у Південно-Каролінському університеті, де працював до виходу на пенсію у 2008 році.
Помер 24 січня 2015 від мієломної хвороби.
Був одружений з Дафне Ньюман Стассін з червня 1964 року, 1975 року пара розлучилася. На момент смерті мав партнерку Фей Флаверс.

## Наукова робота
Опублікував низку книг з історії нацизму та Голокосту, зокрема «Війна, яку виграв Гітлер: Геббельс та кампанія у нацистських ЗМІ» (1978); «Адольф Гітлер і німецька травма, 1913—1945» (1984); і «Рузвельт і Гітлер: прелюдія до війни» (1989). Автор книги «Нацисти», частини 39-томної серії Time-Life про Другу світову війну, опублікованій наприкінці 1970-х років. Крім цього написав дві біографії Генрі Люса, власника журналу «Тайм» — «Генрі Р. Люс: політичний портрет людини, що створила американське століття» (1994) і «Генрі Р. Люс, „Тайм“ й американський хрестовий похід в Азію» (2005).
Після офіційного виходу на пенсію у 2008 році продовжував викладання та наукові дослідження. На момент смерті працював над книгою про антикомуністичну діяльність Альфреда Кольберга.
Став особливо популярним завдяки історичному дослідженню, знаному як «Справа Курта Вальдгайма», в якому розкрив нацистське минуле колишнього Генерального секретаря ООН. Написана на основі інтерв'ю з Вальдгаймом і низки архівних документів. Біографічна книга «Вальдгайм: зниклі роки», видана 1988 року, стала приводом для публічного обговорення співучасті Австрії у злочинах нацистського режиму. За словами Герцштейна, той факт, що «Вальдгайм відігравав значну роль у військових підрозділах, які, безсумнівно, вчинили воєнні злочини, робить його принаймні моральним співучасником цих злочинів», хоча він особисто не брав участі, не віддавав наказів і не підбурював до вчинення воєнних злочинів. При цьому знайдені Герцштейном в архівах документи доводили, що Вальдгайм під час служби в окупованій Греції був «пособником актів депортації» й інших воєнних злочинів. На думку Герцштейна, «важко повірити, що цей амбітний молодий штабний офіцер, успіх якого багато в чому ґрунтувався на його здатності бути в курсі того, що відбувається, міг не помітити, що велика частина єврейської громади Салонік - майже третина населення міста — була відправлена в Аушвіц». Хоча Вальдгайм заявив про своє незнання щодо звірств, скоєних його колегами, автор засвідчив, що Вальдгайм збирав, аналізував і повідомляв подробиці про різні німецькі військові частини, які брали участь у різанині, масових депортаціях, допитах з тортурами й інших воєнних злочинах, зокрема винищення євреїв Греції та Балкан.
Герцштейн активно виступав на підтримку «Закону про свободу інформації» та вимагав відкриття архівів періоду Холодної війни. 14 липня 1998 року на засіданні Підкомітету з державного управління, інформації та технологій Палати представників США стверджував, що «принаймні двадцять вісім років особи, які працюють принаймні у двох агентствах, захищали Вальдгайма і поширювали неправдиву інформацію про нього» завдяки тому, що документи цього періоду були засекречені.
Герцштейну хибно приписувалася неіснуюча цитата Гітлера про початок «Третьої світової війни», нібито опублікована у книзі «Нацисти», у якій Гітлер називав чорношкірих американців «істинними євреями» і стверджував, що його смерть спровокує новий світовий конфлікт. Такої цитати в книзі Герцштейна немає, хоча вона була опублікована в Інтернеті понад 10 тисяч разів.